# إدموند رايس (قاضي)
إدموند رايس (بالإنجليزية: Edmund Rice) هو قاضي أمريكي، ولد في 1594 في سوفولك في المملكة المتحدة، وتوفي في 3 مايو 1663 في مارلبورو في الولايات المتحدة.